# شهرستان سو (نبراسکا)
شهرستان سو، نبراسکا (به انگلیسی: Sioux County, Nebraska) یک سکونتگاه مسکونی در ایالات متحده آمریکا است که در نبراسکا واقع شده‌است.

## خصوصیات
شهرستان سو ۵٬۳۵۳٫۵۴ کیلومترمربع مساحت دارد.